# Барбара Бах
Барбара Гольдбах (англ. Barbara Goldbach), псевдонім Бах (англ. Barbara Bach; нар. 27 серпня 1947, Нью-Йорк США) — американська та італійська акторка, модель.

## Життєпис
Її мати була ірландкою, батько — єврей з Австрії, бабуся — румунка. В 16 років Гольдбах залишила школу, щоб стати моделлю. Її задум виявився успішним. Вона скоротила прізвище до «Бах» і знялася для обкладинки журналу «Сімнадцять».
У 18 років одружилася з на 10 років старшим бізнесменом з Італії Аугусто Грегоріні. У 1969 році народила дочку Франческу, в 1973 — сина Джанні. Переїхавши до Італії, працювала на телебаченні, знімалася в кіно. У 1975 році поїхала від чоловіка назад до Америки, майже не розлучившись при цьому з телевізійною кар'єрою. 
Втілила дівчину Бонда у фільмі «Шпигун, який мене любив». 
27 квітня 1981 одружилася з Рінго Старром, барабанщиком гурту «The Beatles».

## Фільмографія
- Mio padre monsignore (1971)
- La tarantola dal ventre nero (1971)
- La corta notte delle bambole di vetro (1971)
- Paolo il caldo (1973)
- Il maschio ruspante (1973)
- L'ultima chance (1973)
- Il cittadino si ribella (1974)
- Il lupo dei mari (1975)
- La spia che mi amava (1977)
- Ecco noi per esempio... (1977)
- Загін 10 з Наварон (1978)
- L'isola degli uomini pesce (1979)
- L'umanoide (1979)
- Il fiume del grande caimano (1979)
- Nel mirino del giaguaro (1979)
- The Unseen (1980)
- Il cavernicolo (1981)
- The Cooler (1983)
- Broad Street (1984)
- A nord di Katmandu (1986)